# Cameron Puertas
Cameron Puertas Castro (Lausanne, 18 augustus 1998) is een Spaans voetballer die sinds augustus 2024 uitkomt voor de Saudische eersteklasser Al-Qadsiah.

## Clubcarrière
Puertas maakte op 24 november 2018 zijn officiële debuut in het eerste elftal van FC Lausanne-Sport: in de competitiewedstrijd tegen FC Winterthur (5-1-winst) kreeg hij een basisplaats van trainer Giorgio Contini.
In januari 2022 ondertekende Puertas een contract tot medio 2025 bij Union Sint-Gillis, dat op dat moment aan de leiding stond in de Jupiler Pro League. Union betaalde zo'n 1,15 miljoen euro voor hem en verbrak zo zijn eigen transferrecord. In het seizoen 2023/24 werd de aanvallende middenvelder de draaischijf van Union.
Eind augustus 2024 vertrok Puertas naar de Saudi Pro League. De promovendus Al-Qadsiah betaalde een transfersom van 15 miljoen euro. De middenvelder kreeg er een contract van drie seizoenen met één jaar optie.

## Clubstatistieken
| Seizoen | Club              | Land                 | Competitie         | Competitie | Competitie | Beker | Beker | Europees | Europees | Totaal | Totaal |
| Seizoen | Club              | Land                 | Competitie         | Wed.       | Dlp.       | Wed.  | Dlp.  | Wed.     | Dlp.     | Wed.   | Dlp.   |
| ------- | ----------------- | -------------------- | ------------------ | ---------- | ---------- | ----- | ----- | -------- | -------- | ------ | ------ |
| 2018/19 | FC Lausanne-Sport | Vlag van Zwitserland | Challenge League   | 19         | 2          | 0     | 0     | —        | —        | 19     | 2      |
| 2019/20 | FC Lausanne-Sport | Vlag van Zwitserland | Challenge League   | 26         | 1          | 3     | 0     | —        | —        | 29     | 1      |
| 2020/21 | FC Lausanne-Sport | Vlag van Zwitserland | Super League       | 33         | 5          | 2     | 0     | —        | —        | 35     | 5      |
| 2021/22 | FC Lausanne-Sport | Vlag van Zwitserland | Super League       | 16         | 2          | 2     | 1     | —        | —        | 18     | 3      |
| 2021/22 | Union Sint-Gillis | Vlag van België      | Jupiler Pro League | 9          | 0          | 0     | 0     | —        | —        | 9      | 0      |
| 2022/23 | Union Sint-Gillis | Vlag van België      | Jupiler Pro League | 34         | 4          | 4     | 1     | 9        | 0        | 47     | 5      |
| 2023/24 | Union Sint-Gillis | Vlag van België      | Jupiler Pro League | 36         | 11         | 3     | 0     | 12       | 3        | 51     | 14     |
| Totaal  | Totaal            | Totaal               | Totaal             | 150        | 16         | 12    | 2     | 14       | 1        | 176    | 19     |

## Erelijst
| Beker van België   | 1× | 2023/24 |
| Belgische Supercup | 1x | 2024    |